# Castiglione d'Adda
Castiglione d'Adda es una localidad y comune italiana de la provincia de Lodi, región de Lombardía, con 4.750 habitantes.

## Evolución demográfica
| Gráfica de evolución demográfica de Castiglione d'Adda entre 1861 y 2001 |
|                                                                          |
| Fuente ISTAT - elaboración gráfica de Wikipedia                          |